# Višnjevo (Travnik, BiH)
Višnjevo je naseljeno mjesto u općini Travnik, Federacija Bosne i Hercegovine, BiH.
Nalazi se sjeveroistočno od Travnika, u dolini Bile.

## Stanovništvo

### 1991.
Nacionalni sastav stanovništva 1991. godine, bio je sljedeći:
ukupno: 967
- Muslimani - 966
- ostali, neopredijeljeni i nepoznato - 1

### 2013.
Nacionalni sastav stanovništva 2013. godine, bio je sljedeći:
ukupno: 958
- Bošnjaci - 938
- Srbi - 1
- ostali, neopredijeljeni i nepoznato - 19